# Zam (gmina)
Zam – gmina w Rumunii, w okręgu Hunedoara. Obejmuje miejscowości Almaș-Săliște, Almășel, Brășeu, Cerbia, Deleni, Godinești, Micănești, Pogănești, Pojoga, Sălciva, Tămășești, Valea i Zam. W 2011 roku liczyła 1875 mieszkańców.